# Тітушко Вадим Сергійович
Вадим Сергійович Тітушко (нар. 6 травня 1993) — молодший сержант, командир відділення в складі 72-ї бригади «Чорні запорожці» ЗСУ.

## Біографія
18 травня 2013 під час акції опозиції «Вставай, Україно!» в Києві юнак серед інших молодиків спортивної статури став учасником бійки з представниками опозиції. Під час інциденту постраждали журналістка «5 каналу» Ольга Сніцарчук та фотограф видання «КомерсантЪ Украина» Влад Содель. Згодом він став одним із чотирьох обвинувачених у побитті журналістів і був покараний умовним терміном.
Під час Революції Гідності тітушками стали називати найманців, часто люмпенізованих кримінальних елементів, гопників, молодиків, у тому числі спортсменів, які використовувалися українською владою (насамперед Януковичем) для застосування фізичної сили і участі в масових сутичках; зокрема, для перешкоджання діяльності опозиційних активістів та для дій проти вуличних протестів: провокацій, підпалів машин, залякування, побиття та розгону демонстрацій, впливу на процес голосування на виборах тощо. Офіційно визнано використання державними службовцями, правоохоронними органами та спецслужбами кримінальних бандитських формувань «тітушок» проти демократичної акції «Євромайдану».
З квітня 2022 Вадим Тітушко воює проти російських окупантів у складі 72-ї бригади "Чорні запорожці". Він служить у званні молодшого сержанта і перебуває на посаді командира відділення.

## Відзнаки
- Медаль «За жертовність і любов до України».[11]